# Alev Kelter
Leyla Alev Kelter (Eagle River, 21 de marzo de 1991) es una jugadora estadounidense de fútbol femenino,
hockey sobre hielo y rugby que se desempeña como defensa y centro respectivamente.

## Biografía
Kelter es abiertamente lesbiana y, después de los Juegos Olímpicos de 2024, Kelter se comprometió con su pareja, la también jugadora de rugby Kathryn Treder, en París.

## Fútbol y Hockey
Fue convocada al equipo nacional sub–18 de hockey sobre hielo con el cual disputó la Campeonato Mundial de la IIHF de 2008 y resultó ganadora.
Posteriormente jugando para las Wisconsin Badgers también fue convocada a la Selección de fútbol sub-20.

## Rugby
Fue convocada a las Eagles por primera vez en noviembre de 2016, normalmente es una jugadora titular en su seleccionado en la posición de centro.
En 2015 integró la recién creada selección estadounidense de rugby 7 que participó de los Juegos Panamericanos de 2015, las Eagles resultaron subcampeonas al caer derrotadas con las invictas Canucks.
Kelter ganó una medalla de bronce en rugby 7 en los Juegos Olímpicos de París de 2024.

### Participaciones en Copas del Mundo
Disputó la Copa del Mundo de Irlanda 2017 donde fue la mayor anotadora de su equipo con 32 puntos.
| Mundial                                | Sede    | Resultado     | PJ | Tries |
| -------------------------------------- | ------- | ------------- | -- | ----- |
| Copa Mundial de Rugby Femenino de 2017 | Irlanda | Cuarto puesto | 5  | 1     |